# فرانك مور (صحفي)
فرانك مور (بالإنجليزية: Frank Moore)‏ هو صحفي ومؤرخ أمريكي، ولد في 17 ديسمبر 1828 في نيويورك في الولايات المتحدة، وتوفي في 10 أغسطس 1904.